# Tossal Gros (Castelló de Farfanya)
El Tossal Gros és una muntanya de 546 metres que es troba entre els municipis de Castelló de Farfanya i d'Os de Balaguer, a la comarca catalana de la Noguera.